# 柴田鋼造
柴田 鋼造（しばた こうぞう、1935年（昭和10年）1月11日 - ）は、日本の彫刻家。愛知県出身。東京芸術大学卒。

## 来歴
1974年（昭和49年）第6回日展、1975年（昭和50年）第7回日展の2年連続で日展特選を受賞。
1977年（昭和52年）愛知県芸術文化選奨文化賞（個人）を受賞。
1989年（平成元年）第21回日展にて内閣総理大臣賞受賞。
1992年（平成4年）、前年第23回日展出品作「香雲」に対し平成3年度日本芸術院賞受賞。
1993年（平成5年）、「新領域を開く彫刻制作と後進の指導」の功績により第46回中日文化賞受賞。